# Département de Belgrano (San Luis)
Pour les articles homonymes, voir Département de Belgrano.
Le département de Belgrano est une des 9 subdivisions de la province de San Luis, en Argentine. Son chef-lieu est la ville de Villa General Roca.
Il a une superficie de 6 626 km2 et comptait 3 881 habitants en 2001.

## Notes et références

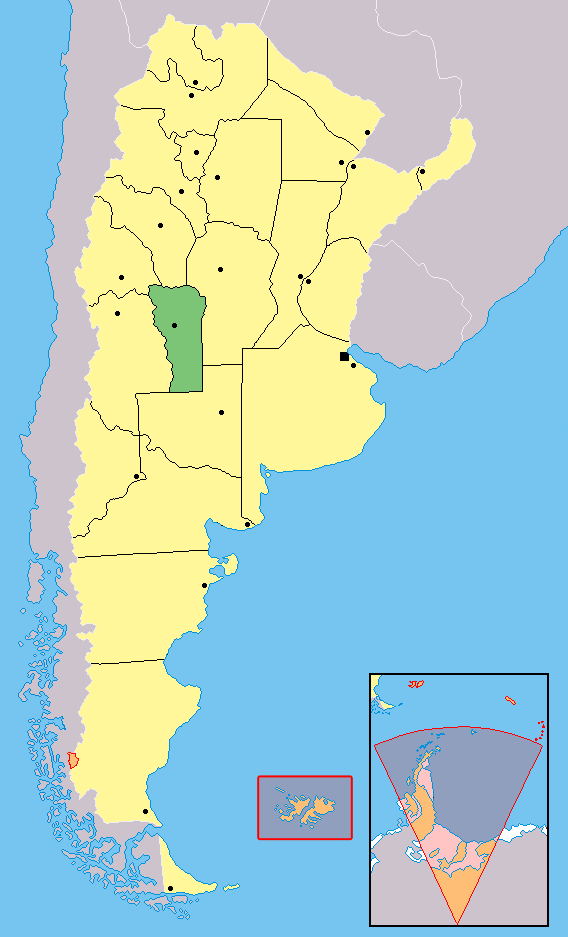
Localisation de la province de San Luis en Argentine